# Marcelo Greuel
Marcelo Greuel (Blumenau, 31 de janeiro de 1963) é um ciclista olímpico brasileiro, hoje aposentado.
Greuel começou a correr em Blumenau e fez parte da equipe Caloi, pela qual foi campeão brasileiro. Foi campeão na Taça Brasil e foi vice-campeão Panamericano na Argentina. Representou o Brasil nos Jogos Olímpicos de Verão de 1984, em Los Angeles, na prova dos 1.000 metros contrarrelógio, ficando com a 12ª colocação.
Foi presidente da Fundação Municipal de Desportos de Blumenau por dois mandatos,1993-1997 e 2005-2006 onde instituiu o Bolsa Atleta no município e criou o Parque Ramiro Ruediguer. Também realizou em 2004, pela primeira vez na história, os Jogos Abertos de Santa Catarina em 3 cidades (Indaial, Pomerode e Timbó). Da mesma forma, realizou pela também o trajeto do fogo simbólico dos Jogos Abertos de Santa Catarina.